# Супириор (Висконсин)
Супириор (енгл. Superior) град је у америчкој савезној држави Висконсин.

## Демографија
По попису из 2010. године број становника је 27.244, што је 124 (-0,5%) становника мање него 2000. године.
| Група             | 2000.          | 2010.          |
| Белци             | 25.677 (93,8%) | 24.696 (90,6%) |
| Афроамериканци    | 186 (0,7%)     | 391 (1,4%)     |
| Азијати           | 230 (0,8%)     | 316 (1,2%)     |
| Хиспаноамериканци | 226 (0,8%)     | 382 (1,4%)     |
| Укупно            | 27.368         | 27.244         |